# گوردالوابرزگه
گوردالوابرزگه، روستایی از توابع بخش لنده شهرستان کهگیلویه در استان کهگیلویه و بویراحمد ایران است.

## جمعیت
این روستا در دهستان طیبی گرمسیری شمالی قرار دارد و براساس سرشماری مرکز آمار ایران در سال ۱۳۸۵، جمعیت آن ۲۴ نفر (۴خانوار) بوده‌است.